# سیارک ۱۵۳۶۸
سیارک ۱۵۳۶۸ (به انگلیسی: 15368 Katsuji، نامگذاری:1996JZ)۱۵۳۶۸مین سیارک کشف شده‌است که در ۱۴ مه ۱۹۹۶ کشف شد.